# IBK Industrial Bank Altos Volleyball Club
Il IBK Industrial Bank Altos Volleyball Club (in coreano IBK기업은행 알토스 배구단) è una società pallavolistica femminile sudcoreana, con sede a Hwaseong e militante nel massimo campionato sudcoreano, la V-League; il club appartiene all'Industrial Bank of Korea

## Rosa 2016-2017
| N° | Nome            | Ruolo | Data di nascita   | Nazionalità sportiva |
| -- | --------------- | ----- | ----------------- | -------------------- |
| 1  | Bieon Ji-su     | C     | 1º marzo 1997     | Corea del Sud        |
| 4  | Kim Hee-jin     | C/O   | 29 aprile 1991    | Corea del Sud        |
| 5  | No Ran          | L     | 17 marzo 1994     | Corea del Sud        |
| 6  | Ko Min-ji       | S     | 27 aprile 1998    | Corea del Sud        |
| 7  | Lee Go-eun      | P     | 9 gennaio 1995    | Corea del Sud        |
| 8  | Nam Jie-youn    | L     | 25 maggio 1983    | Corea del Sud        |
| 9  | Kim Sa-nee      | P     | 21 giugno 1981    | Corea del Sud        |
| 10 | Park Jeong-ah   | S     | 26 marzo 1993     | Corea del Sud        |
| 11 | Choe Yun-lee    | S     | 18 febbraio 1999  | Corea del Sud        |
| 12 | Chae Seon-ah    | S     | 8 giugno 1992     | Corea del Sud        |
| 13 | Yu Mi-ra        | C     | 13 aprile 1988    | Corea del Sud        |
| 14 | Kim Ha-kyung    | P     | 15 novembre 1996  | Corea del Sud        |
| 15 | Baek Mi-eun     | S     | 8 aprile 1997     | Corea del Sud        |
| 17 | Kim Mi-yeon     | S     | 5 marzo 1993      | Corea del Sud        |
| 18 | Kim Yu-ri       | C     | 11 settembre 1991 | Corea del Sud        |
| 19 | Madison Kingdon | S     | 20 aprile 1993    | Stati Uniti          |

## Palmarès
- Campionato sudcoreano: 3

2012-13, 2014-15, 2016-17
- Coppa KOVO: 3

2013, 2015, 2016